# Подія Хайнріха

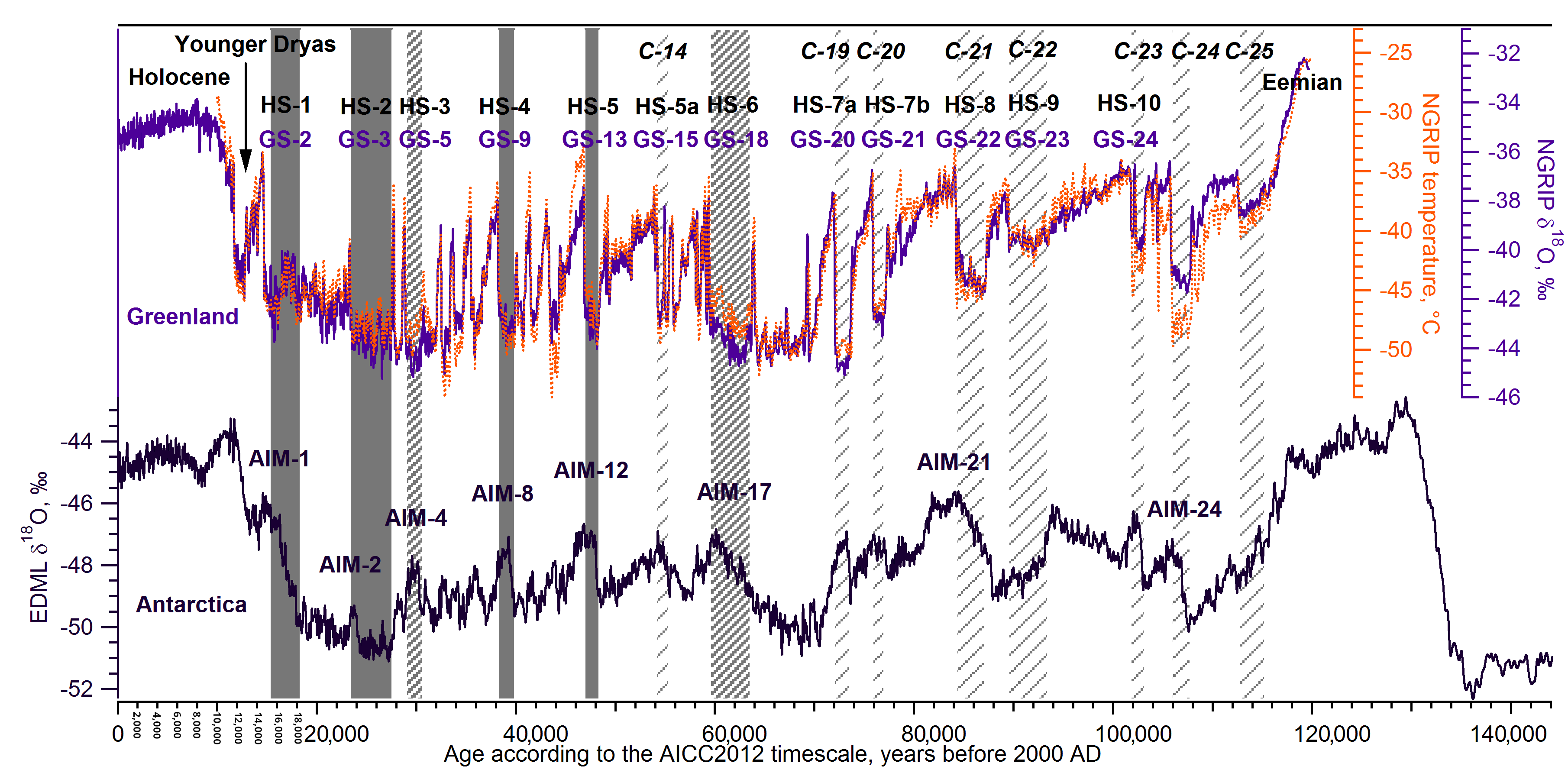
Хронологія кліматичних подій, які мають значення для останнього льодовикового періоду (~ 120 останніх тисяч років)

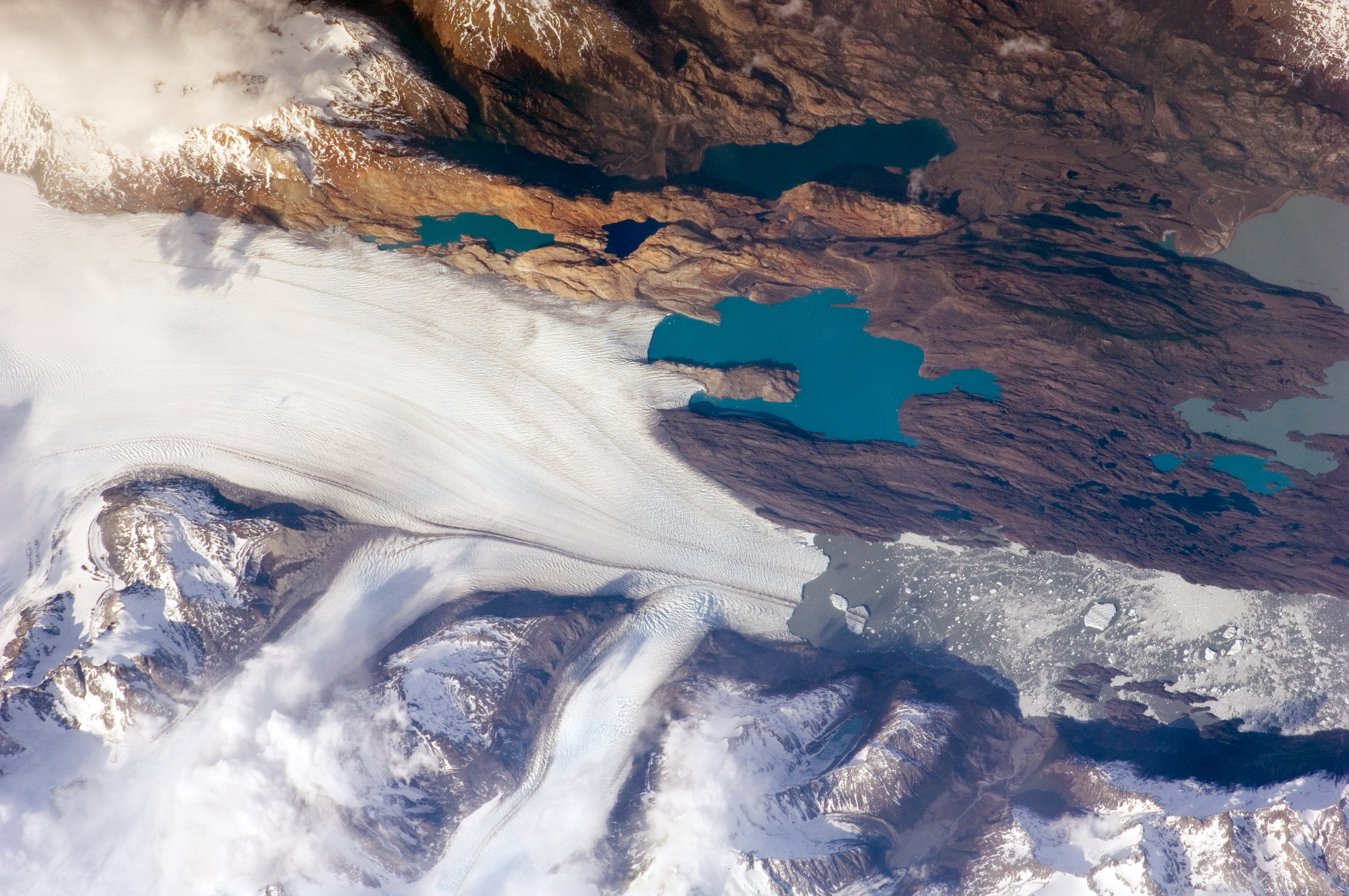
Південно-Патагонське льодовикове поле на кордоні Аргентини і Чилі продукує величезні долинні льодовики. Льодовик Upsala Glacier спускається в Озеро Аргентина. Добре видно, що багато айсбергів несуть на собі моренний матеріал (темні смуги). Айсберговий рафтинг формує озерно-льодовикові відкладення, розносячи уламки по льодовиковому озеру. При спуску озера на дні його контрастно виділятимуться особливо великі брили дропстоунів. 17 листопада 2009 р.

Події Хайнріха — середньочастотні (циклічність 5—10 тисяч років) зміни у складі донних відкладень протягом останніх 70—60 тисяч років із ритмічним чергуванням шарів із валунами (породженими швидким утворенням айсбергів в Північній Атлантиці) і горизонтів, складених відносно тонкоуламочним матеріалом.
Події, які заведено ототожнювати зі швидкими змінами клімату, є однією з цікавих проблем палеокліматології, поряд з осциляціями Дансгора — Ешгера.

## Походження
Події Хайнріха були породжені велетенськими прискореннями в пересуванні льодовиків, що породили шари, насичені уламками гірських порід — валунами й брилами, перенесеним айсбергами з Лаврентійського льодовикового щита в процесі рафтингу. До подій Хайнріха часто відносять утворення відкладень айсбергового перенесення (головним чином — дропстоунів) уламків будь-яких льодовиків (в тому числі й гірських), які контактували з водоймами і продукували айсберги.

## Датування
Події Хайнріха мають порядкові номери, зростаючі з давністю. Датування подій Хайнріха нетривіальна, дослідники використовують різні схеми датування. Згідно з А. К. Васильчук, початок 6-ї події Хайнріха (так зване Н-6) 70 тисяч років тому відповідає початку останнього заледеніння, перша подія (Н-1) 14,5 тисячі років тому — початку голоцену, пізній дріас вважається подією з нульовим номером.
Датування інших подій за А. К. Васильчук:
- Н-5 — 54 тисячі років тому
- Н-4 — 40—35 тисяч років тому
- Н-3 — 27 тисяч років тому
- Н-2 — 21 тисяча років тому

Тривалість подій:
- Н-0 — 0,6—1,0 тисячі років
- Н-1 — 0,8—1,4 тисячі років
- Н-2 — 0,8—1,3 тисячі років
- Н-3 — 0,9—1,5 тисячі років
- Н-4 — 1,3—1,4 тисячі років